# Ilona Laaman
Ilona Laaman (* 10. Februar 1934 in Tallinn; † 26. Juni 2017 in Uppsala) war eine estnische Lyrikerin.

## Leben und Werk
Anna Ilona Laaman wurde als Tochter des estnischen Journalisten und Politikers Eduard Laaman (1888–1941) geboren. Nach der sowjetischen Besetzung Estlands wurde ihr Vater im Februar 1941 von den Besatzungsbehörden verhaftet und wenige Monate später in Kirow hingerichtet. Von seinem Schicksal erfuhr die Familie erst im Zuge der Entstalinisierung.
Ilona Laaman floh 1944 mit ihrer Mutter, der Romanistin Tatjana Poska-Laaman (1900–1988), und ihrer Schwester Silvia von Estland nach Schweden.  Nach ihrem Abitur 1953 studierte sie 1954/55 an der Universität Uppsala. Sieben Jahre arbeitete sie als Krankenschwester in einem Heim für geistig Behinderte. 1983 machte sie ihren Abschluss in den Fächern französische, russische und estnische Philologie.
Ilona Laaman wurde vor allem als Lyrikerin bekannt. Themen ihrer oft ironischen Gedichte sind unter anderem der Protest gegen herrschende Normen sowie soziales Engagement. Oft wird ihre Skepsis gegenüber der Religion spürbar.
Sie gehörte dem Estnischen Exil-Schriftstellerverband an.
Ihre Werke erschienen in exilestnischen Verlagen im Ausland, in Kanada (Toronto), den USA und in Schweden. Laaman selbst gehörte zur ersten Generation der Exilesten, die ihre Schulbildung weitgehend außerhalb Estlands erhalten hat.
Neben ihren Gedichten schrieb Laaman auch Kurzprosa und übersetzte Belletristik vom Estnischen ins Schwedische, darunter Werke von Valev Uibopuu.
1997 veröffentlichte sie in leicht verfremdeter, literarischer Form ihre Autobiographie unter dem Titel Vesi ahjus.

## Gedichtbände
- Mis need sipelgad ka ära ei ole (1970)
- Süda vaatab kiikriga (1974)
- Üks üsna kerge haigus (1980)
- Nii on see inimeseks olemine (1984)
- Mõttekriips (1994)
- Mulle ei meeldinud su nimi (1999)
- Maakulgur on maandunud (2003)